# Associazione Sportiva Alba Motor 1941-1942
Questa voce raccoglie le informazioni riguardanti l'Associazione Sportiva Alba Motor nelle competizioni ufficiali della stagione 1941-1942.

## Rosa
| N. |                   | Ruolo | Calciatore            |
| -- | ----------------- | ----- | --------------------- |
|    | Italia (bandiera) | P     | Emilio Battaglia      |
|    | Italia (bandiera) | A     | M. Belardi            |
|    | Italia (bandiera) | A     | Elio Bianchi          |
|    | Italia (bandiera) | C     | M. Brugalossi         |
|    | Italia (bandiera) | C     | Alvio Camilletti      |
|    | Italia (bandiera) | D     | Elio Caprodossi       |
|    | Italia (bandiera) | A     | Omero Carmellini      |
|    | Italia (bandiera) | C     | Ermete Proietti Cenci |
|    | Italia (bandiera) | D     | Adriano Ferrera       |
|    | Italia (bandiera) | A     | Pietro Fiore          |
|    | Italia (bandiera) | A     | Nicola Fusco          |
|    | Italia (bandiera) |       | O. Giacomini          |
|    | Italia (bandiera) | D     | Romolo Lestini        |

| N. |                   | Ruolo | Calciatore          |
| -- | ----------------- | ----- | ------------------- |
|    | Italia (bandiera) | P     | Dante Luciani       |
|    | Italia (bandiera) | D     | Alfredo Marini      |
|    | Italia (bandiera) | A     | Claudio Matteini    |
|    | Italia (bandiera) | A     | Azaria Oddi         |
|    | Italia (bandiera) | C     | Oddo Oddi           |
|    | Italia (bandiera) | A     | Mario Prece         |
|    | Italia (bandiera) | P     | Riccardo Santarelli |
|    | Italia (bandiera) | D     | Giosuè Sanvito      |
|    | Italia (bandiera) | C     | Roberto Scagliarini |
|    | Italia (bandiera) | C     | Tullio Sisti        |
|    | Italia (bandiera) | C     | Armando Testoni     |
|    | Italia (bandiera) | A     | Otello Trombetta    |
|    | Italia (bandiera) | A     | Omero Urilli        |